# František Čech-Vyšata
František Čech-Vyšata, vlastním jménem František Vyšata, (14. února 1881 Chlumany – 3. října 1942 Sobíňov) byl český cestovatel a spisovatel.

## Život
Narodil se v rodině zedníka jako čtvrtý v pořadí, posléze se vyučil bednářem v Českých Budějovicích.

### Cesty po Jižní Americe
František Čech-Vyšata byl ve své době znám svými cestami po Jižní Americe, kterou navštívil v letech 1910–1913, 1914–1925, 1927–1937. Jeho vypravování vyšlo v denním tisku i knižně.

## Dílo
- V žáru pamp, Divokým rájem, Z tajů Kordiller (patnáct let v Jižní Americe) I., II. a III. (zpracoval prof. Lad. Padevět, V Praze, Kvasnička a Hampl, 1927)
- Středem Jižní Ameriky (dojmy z cest, Praha, Československá grafická Unie, 1936)